# Chiroderma gorgasi
Chiroderma gorgasi é uma espécie de morcego da família Phyllostomidae. Pode ser encontrada em Honduras,  Costa Rica, Panamá, Colômbia, e Equador.